# Канкаб
Канкаб (исп. Kancab) — посёлок в Мексике, штат Юкатан, входит в состав муниципалитета Текаш. Численность населения, по данным переписи 2010 года, составила 2819 человек.

## Топонимика
Название Kancab с майянского языка можно перевести как жёлтая, оранжевая земля.